# 港口度假区
港口度假區，全稱港口滨海旅游度假区 是中华人民共和国广东省惠州市惠东县下辖的一个乡镇级行政单位。在稔平半島南端。人口2.25万人，陆地面积24平方公里，海域面积约100平方公里，海岸线长达21.7公里。

## 行政区划
度假区由港口鎮改制以來。改制為度假区後，有8个行政村、1个社区居委会。